# Sistema de crédito social chino
El sistema de crédito social chino (en chino: 社会信用体系; en pinyin: shèhuì xìnyòng tǐxì) es una calificación crediticia nacional República Popular China. El programa inició pruebas regionales en 2009, antes de lanzar un piloto nacional con ocho empresas de calificación crediticia en 2014. Fue presentado formalmente por primera vez por el entonces primer ministro chino, Wen Jiabao, el 20 de octubre de 2011, durante una de las reuniones del Consejo de Estado. Administrado por la Comisión Nacional de Desarrollo y Reforma (NDRC), el Banco Popular de China (PBOC) y la Corte Suprema Popular (SPC), desde 2016 el sistema está destinado para estandarizar la función de calificación crediticia y realizar evaluaciones financieras y sociales para empresas e instituciones gubernamentales, individuos y organizaciones no gubernamentales que operan en el país Aparte de las controversias y preocupaciones, en torno al Sistema de Crédito Social se ha generado una gran cantidad de informes erróneos y conceptos erróneos en los medios debido a errores de traducción, sensacionalismo, información contradictoria y falta de un análisis exhaustivo. El ejemplo destacado incluye la suposición errónea generalizada de que los ciudadanos chinos son recompensados y castigados en función de una puntuación numérica asignada por el sistema.
El sistema de crédito social es una ampliación del sistema de calificación crediticia financiera existente en China. El sistema se remonta a la década de 1980, cuando el gobierno intentó desarrollar un sistema de calificación crediticia bancaria y financiera personal, especialmente para las personas que habitan en zonas rurales y pequeñas empresas carentes de registros legales. El gobierno chino ha proclamado como objetivo mejorar la confianza social y regular las empresas con respecto a cuestiones como la seguridad alimentaria, el robo de propiedad intelectual y el fraude financiero. Los partidarios afirman que el sistema ayuda a regular el comportamiento social, mejora la "confiabilidad" de los ciudadanos en el seguimiento de actividades como el pago de impuestos y facturas a tiempo, y promueve los valores tradicionales. Los críticos del sistema afirman que traspasa el estado de derecho y viola los derechos legales de los residentes y las organizaciones, especialmente el derecho a la reputación, el derecho a la privacidad y la dignidad personal, y que el sistema es una herramienta para la vigilancia gubernamental y la supresión de la disidencia del gobierno chino.
Además de en la República Popular de China, a principios del año 2022, se anunció que, en Italia, el gobierno municipal de Bolonia pretendía instaurar lo que bautizó como 'smart citizen wallet', que podríamos traducir como « cartera ciudadana inteligente ». Un mecanismo de puntuación similar al chino que permitirá a los boloñeses recibir puntos digitales si demuestran su «comportamiento virtuoso». Así pues, cuanto mejor ciudadano sea, más puntos y beneficios tendrá. Podrá acceder a descuentos o adquirir ciertos productos.